# Рамі
{{#ifeq:0|0|{{#if:|{{#if:Boehmerianivea|[[]}}|}}}}

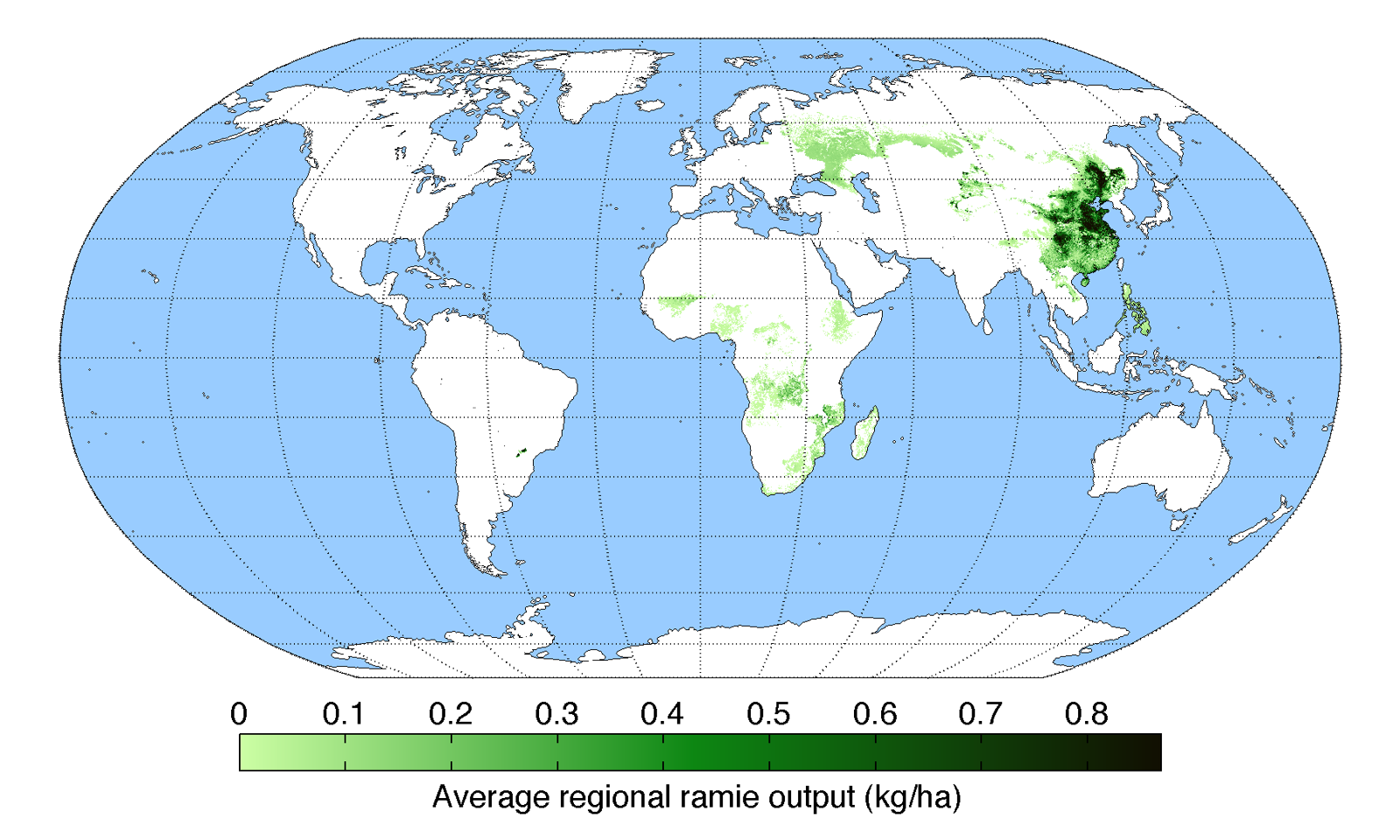
Світове виробництво рамі

Бемерія снігова (Boehmeria nivea), рамі (англ. ramie від малай. rami) — вид рослин роду Boehmeria родини кропивові.

## Назва
В англійській мові називається «китайською травою» (англ. China grass).

## Історія
Волокна рамі є одним з найдавніших матеріалів, використовуваних людиною. Наприклад, рештки їх були виявлені в тканинах зі скіфського поховання початку ІІІ ст. до н. е. у Великому Рижанівському кургані (біля села Рижанівка під Києвом).

## Будова
Багаторічна рослина з високими стеблами 1-1,8 м висоти. Розвивається з підземного кореневища. Листя до 15 см має білий вкрити волосинками низ. Квіти непримітні.

## Поширення та середовище існування
Зростає у Східній Азії. Походить ймовірно з Індії та Малайзії. 

## Практичне використання
Волокно рамі має значну міцність, перевершуючи за характеристиками прядиво й льон. Воно майже не піддається гниттю. Використовується для канатів, тканин (у минулому — парусини). Завдяки схожості з шовком може застосовуватися для вироблення дорогих матерій.

### Характеристики
| Опір:         | Рамі | Прядиво | Льон | Шовк | Бавовна |
| ------------- | ---- | ------- | ---- | ---- | ------- |
| розтяганню, % | 100  | 36      | 25   | 13   | 12      |
| розриву, %    | 100  | 75      | 66   | 400  | 100     |
| крученню, %   | 100  | 95      | 80   | 600  | 400     |

| Фізико-хімічні властивості | Фізико-хімічні властивості | Фізико-хімічні властивості | Фізико-хімічні властивості | Фізико-хімічні властивості | Фізико-хімічні властивості | Фізико-хімічні властивості | Фізико-хімічні властивості |
| Целюлоза (% від маси)      | Лігнін (% від маси)        | Геміцелюлоза (% від маси)  | Пектин (% від маси)        | Віск (% від маси)          | Мікрофібрилярний кут (°)   | Вміст вологи (% від маси)  | Густина (г/см3)            |
| -------------------------- | -------------------------- | -------------------------- | -------------------------- | -------------------------- | -------------------------- | -------------------------- | -------------------------- |
| 68,6 — 76,2                | 0,6 — 0,7                  | 13,1 — 16,7                | 1,9                        | 0,3                        | 7,5                        | 8,0                        | 1,50                       |
| Джерело:                   |                            |                            |                            |                            |                            |                            |                            |

| Механічні властивості необробленого волокна | Механічні властивості необробленого волокна | Механічні властивості необробленого волокна | Механічні властивості необробленого волокна |
| Діаметр (мм)                                | Руйнівне навантаження (Н)                   | Границя міцності на розрив (МПа)            | Опір розтяганню (%)                         |
| ------------------------------------------- | ------------------------------------------- | ------------------------------------------- | ------------------------------------------- |
| 0,034                                       | 0,467                                       | 560                                         | 0,025                                       |
| Джерело:                                    |                                             |                                             |                                             |

### Вирощування

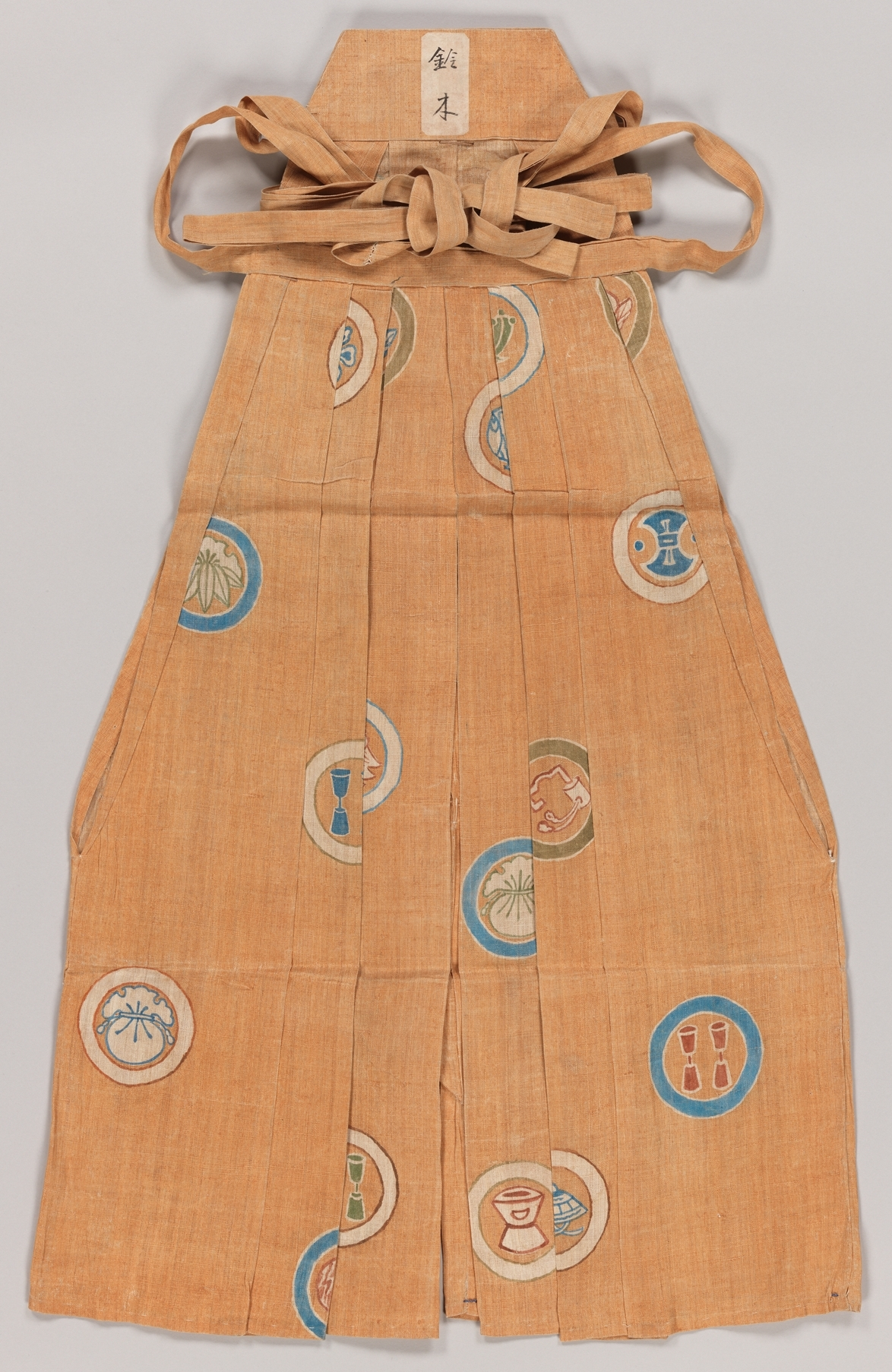
Тканина з рамі

Рамі є одною з найстаріших вирощуваних прядивних культур, вона використовується вже 6 тис. років. Використовують як її луб'яні волокна, так і флоему — останню для текстильного виробництва. Як правило, врожай збирають 2-3 рази на рік, але за умови сприятливих погідних умов врожай можуть збирати до 6 разів на рік.
Збирають рамі, коли надходить час цвітіння, або незадовго перед ним: зрілість проявляється сповільненням зросту і збільшенням обсягу волокон. Стебла зрізають під корінь чи обламують. Зламана серцевина стебел робить можливим зняття первинної кори прямо на місці збору.
Зібрані стебла, ще свіжі, піддають декортикації, тобто відділяють первинну кору від костриці. Якщо сировина висохла, зробити це буде значно трудніше. Видобуті волокна лубу якомога швидше висушують, щоб уникнути їх ураження бактеріями і грибками.
Кількість зібраної сировини — від 3,4 до 4,5 тонн сухої ваги з гектара кожен рік. З 4,5 тонн виходить 1 600 кг сухого недегумованого волокна. Втрата ваги під час дегумування може становити до 25 %, залишаючи 1 200 кг кінцевого продукту.
Видобування волокна проходить в три етапи. На першому знімають зі стебел первинну кору, вручну чи машиною, цей процес відомий як декортикація («м'яття»). Коли кора знята, її тіпають, щоб видалити більшу частину зовнішнього шару, паренхіму в луб'яному шарі, і частину клейких речовин і пектинів. Нарешті, позосталий луб миють, сушать і піддають дегумуванню — для отримання прядивного волокна.

## Галерея

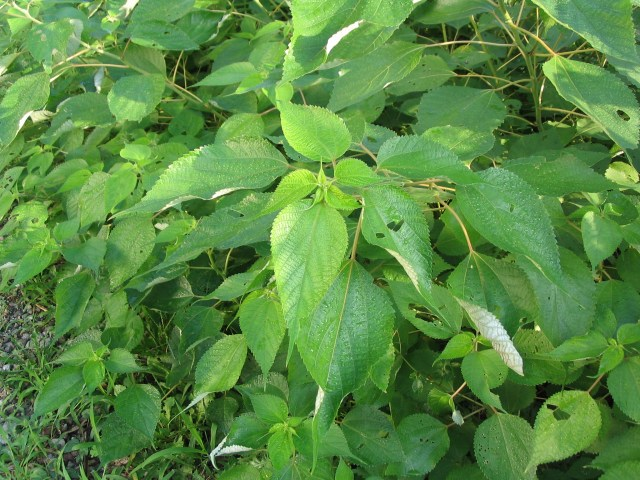
Зовнішній вигляд рослини
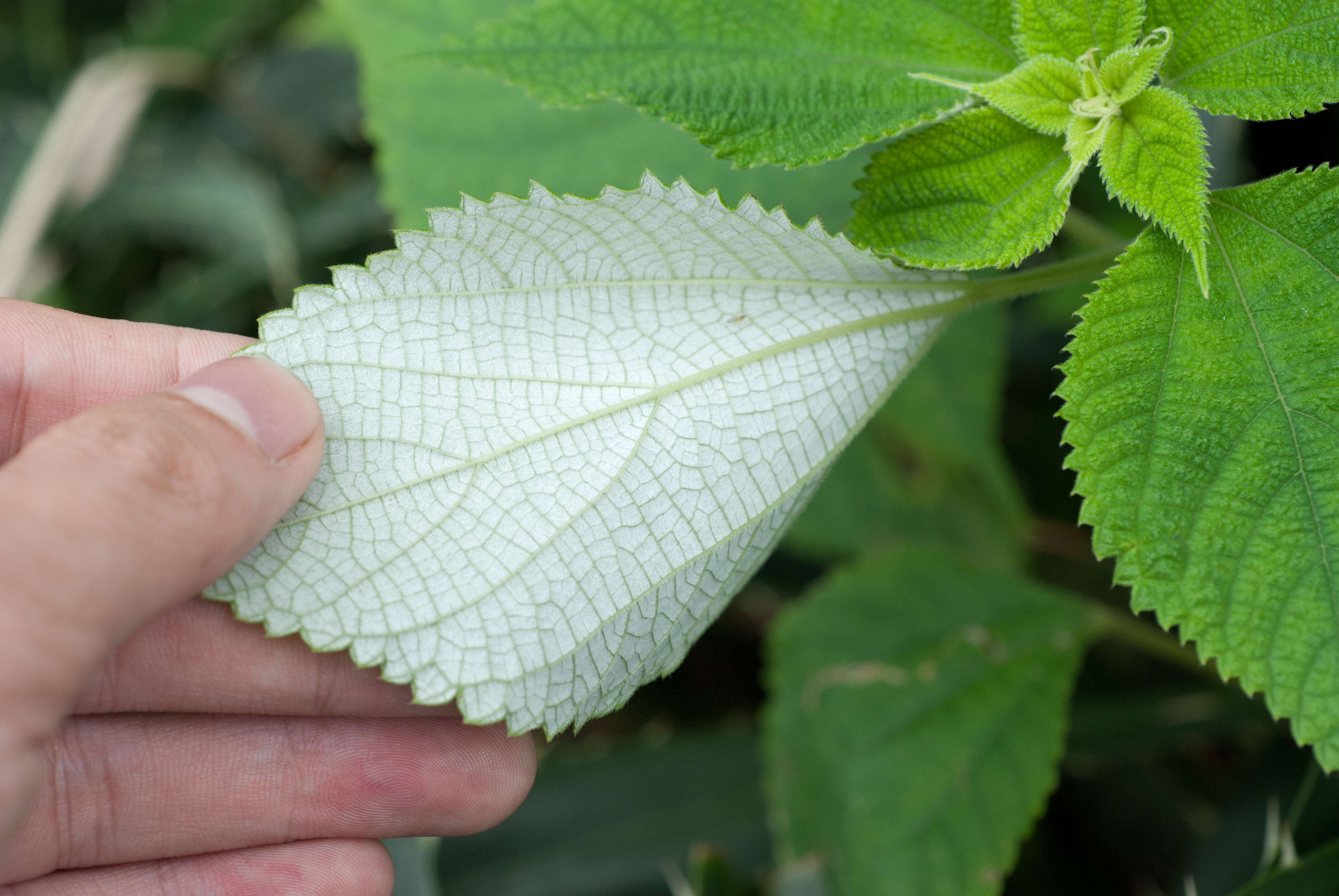
Листя
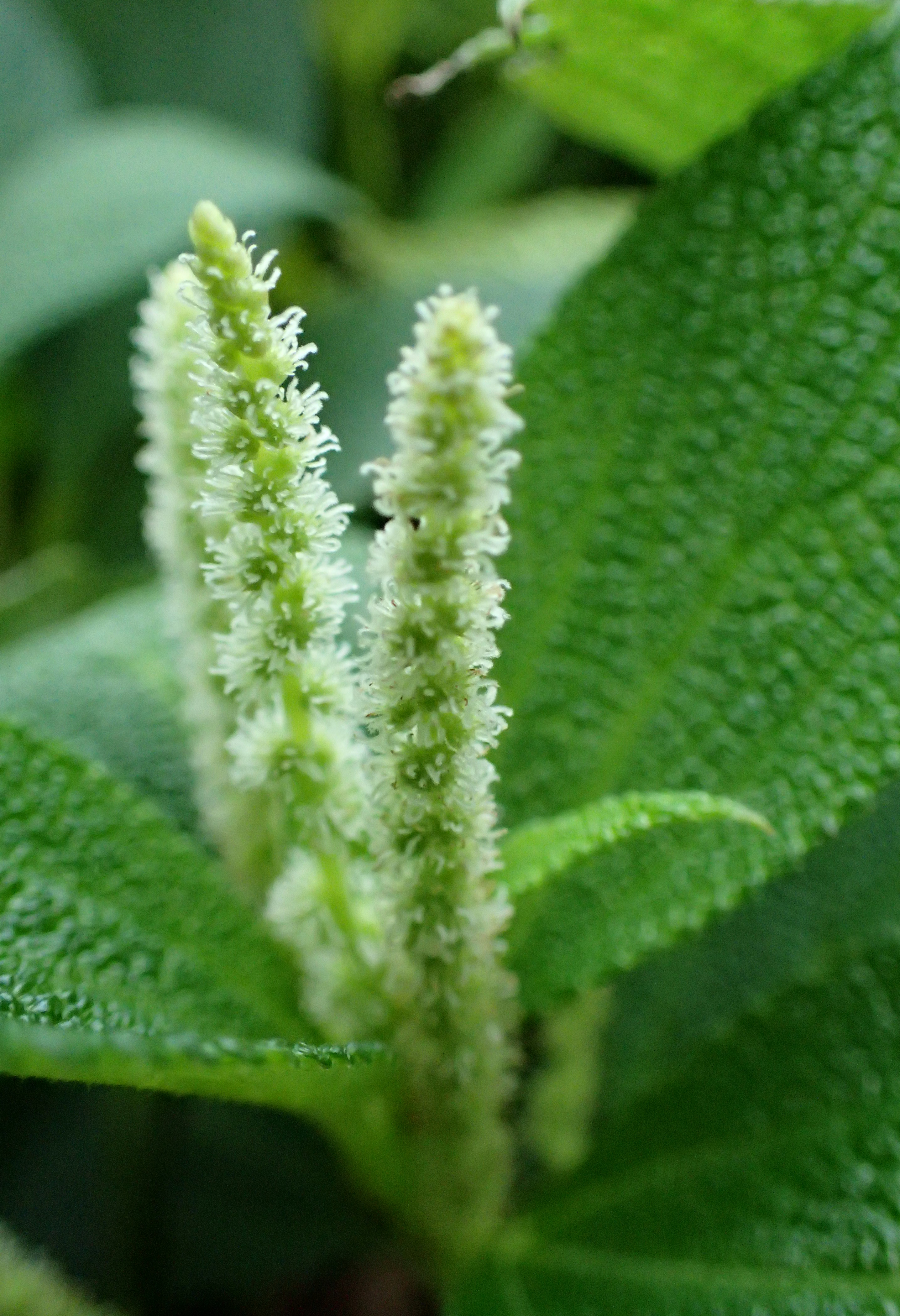
Квіти